# Real Maryland Football Club
El Real Maryland Football Club, más conocido como  Real Maryland Monarchs, es un club de fútbol de Estados Unidos de la ciudad de Rockville en el estado de Maryland. Fue fundado en 2007 y juega en la USL Premier Development League, cuarta división más importancia del Sistema de ligas de fútbol de los Estados Unidos.

## Uniforme
- Uniforme titular: Camiseta amarilla, pantalón amarillo, medias amarillas.
- Uniforme alternativo: Camiseta negra, pantalón negro, medias negras.

## Entrenadores
- Silvino Gonzalo (2008, 2011–presente)
- Carlos Antonio Vieira (2008)
- Anthony Hudson (2009–2010)

## Palmarés

### Torneos nacionales
- No ha ganado hasta ahora ningún torneo